# Durval Muniz de Albuquerque Júnior
Durval Muniz de Albuquerque Júnior (Paraíba) é um historiador e professor universitário brasileiro, notório por suas contribuições nos campos da teoria da história e história da historiografia, especialmente no estudo da constituição histórica, discursiva e imaginária do nordeste brasileiro. Sua obra A invenção do Nordeste e outras artes foi aclamada na historiografia contemporânea, recebendo inclusive uma adaptação enquanto peça teatral.

## Trajetória acadêmica
Durval Muniz completou sua licenciatura em história na Universidade Estadual da Paraíba, em 1982. Concluiu, no ano de 1988, o mestrado em história na Universidade Estadual de Campinas, realizando também o doutorado na mesma instituição. Possui um pós-doutorado em educação pela Universidade de Barcelona e em teoria e filosofia da história pela Universidade de Coimbra. Foi professor títular da Universidade Federal do Rio Grande do Norte, onde atualmente leciona no programa de pós-graduação em história, além de ser professor visitante da Universidade Estadual da Paraíba. Também participa do programa de pós-graduação da Universidade Federal de Pernambuco.

## Publicações
- A invenção do Nordeste e outras artes, Cortez/Massangana, 1999.
- O Morto Vestido Para Um Ato Inaugural, Intermeios, 2013.
- A Feira dos Mitos, Intermeios, 2013.
- Nordestino - Invençao Do 'Falo, Intermeios, 2013.
- O Tecelão dos Tempos (Novos Ensaios de Teoria da História), Intermeios, 2019.
- História - A arte de inventar o passado: (ensaios de teoria da história), Appris, 2019.

## Temas e eixos de pesquisa
A obra de Durval Muniz de Albuquerque Júnior articula-se em torno de alguns eixos centrais de investigação:
Região, regionalismos e a “invenção do Nordeste”: análise de como discursos, imagens e práticas institucionais constituem “Nordeste” como categoria histórico-cultural e política, com atenção ao conceito de região e seus usos pela historiografia.
História, memória e escrita historiográfica: debates sobre regimes de verdade, autoria, procedimentos analíticos, temporalidade e ética na escrita da história.
Corpo, gêneros e masculinidades: estudos de gênero voltados à construção histórica de masculinidades no Nordeste (1920–1940) e seus estereótipos.
Figurabilidade e cultura visual: estudo sobre a emergência e circulação de imagens associadas ao sertão e à seca em diferentes meios culturais.
Patrimônio, celebrações e sensibilidades: reflexão sobre comemoração, ruína, festa e formação de sensibilidades como objetos da história.

## Obras selecionadas
Livros
- Albuquerque Júnior, Durval Muniz de (1999). A invenção do Nordeste e outras artes. Recife: Fundação Joaquim Nabuco/Massangana. ISBN 9788526305515 Verifique |isbn= (ajuda)
- Albuquerque Júnior, Durval Muniz de (2007). História: a arte de inventar o passado – Ensaios de teoria da história (PDF). Bauru: Edusc. ISBN 9788574603346
- Albuquerque Júnior, Durval Muniz de (2013). Nordestino: uma invenção do "falo": uma história do gênero masculino (1920–1940). São Paulo: Intermeios. ISBN 9788564586352
- Albuquerque Júnior, Durval Muniz de (2019). O tecelão dos tempos: novos ensaios de teoria da história. São Paulo: Intermeios. ISBN 9786557030232 Verifique |isbn= (ajuda)
- Albuquerque Júnior, Durval Muniz de (2013). A feira dos mitos: a fabricação do folclore e da cultura popular (Nordeste, 1920–1950). São Paulo: Intermeios. ISBN 9788564586536
- Albuquerque Júnior, Durval Muniz de (2011). Nos destinos de fronteira: história, espaços e identidade regional. Rio de Janeiro: Relume-Dumará. ISBN 9788537304174
- Albuquerque Júnior, Durval Muniz de (2025). A pele da história: corpo, tempo e escrita historiográfica. Petrópolis: Vozes. ISBN 9788532669379 Verifique |isbn= (ajuda)

Artigos
- Albuquerque Júnior, Durval Muniz de (2020). «A história tem juízo: o juiz e o inquérito como modelos de autoria e procedimento analítico na escrita historiográfica». História da Historiografia. 13 (34): 17–40. doi:10.15848/hh.v13i34.1623
- Albuquerque Júnior, Durval Muniz de (2023). «A mobilização das carnes: história, desejo e política ao rés dos corpos». História da Historiografia. 16 (41). doi:10.15848/hh.v16i41.2005
- Albuquerque Júnior, Durval Muniz de (2017). «As imagens retirantes: a constituição da figurabilidade da seca no Nordeste». Varia Historia. 33 (61). doi:10.1590/0104-87752017000200007
- Albuquerque Júnior, Durval Muniz de (2004). «A História em jogo: a atuação de Michel Foucault no campo da historiografia». Anos 90. 11 (19): 79–100. doi:10.22456/1983-201X.6352
- Albuquerque Júnior, Durval Muniz de (2004). «Da história detalhe à história problema: o erudito e o intelectual na elaboração e no ensino do saber histórico». Locus: Revista de História. 10 (2)
- Albuquerque Júnior, Durval Muniz de (2004). «Weaving Tradition: The Invention of the Brazilian Northeast» (PDF). Latin American Perspectives (em inglês). 31 (2): 42–61. doi:10.1177/0094582X03261187
- Albuquerque Júnior, Durval Muniz de (2008). «O objeto em fuga: algumas reflexões em torno do conceito de região» (PDF). Fronteiras: Revista de História. 10 (17)
- Albuquerque Júnior, Durval Muniz de (2013). «Pedagogias da saudade: a formação histórica de sensibilidades saudosistas». História da Historiografia (11)
- Albuquerque Júnior, Durval Muniz de (2013). «Ritual de Aurora e de Crepúsculo: a comemoração como experiência de um tempo fronteiriço e multiplicado». Revista Brasileira de História. 33 (65). doi:10.1590/S0102-01882013000100003
- Albuquerque Júnior, Durval Muniz de (2015). «Violar memórias e gestar a história». Clio – Revista de Pesquisa Histórica
- Albuquerque Júnior, Durval Muniz de (2022). «A questão regional na história do Brasil independente» (PDF). Araucaria – Revista Iberoamericana de Filosofía, Política y Humanidades
- Albuquerque Júnior, Durval Muniz de (2008). «Receitas regionais: a noção de região como ingrediente da historiografia brasileira» (PDF)
- Albuquerque Júnior, Durval Muniz de (2009). «A seca no imaginário nordestino: de problema a solução» (PDF)
- Albuquerque Júnior, Durval Muniz de (2011). «Festas: múltiplos sentidos e historicidades» (PDF). FCL/ CEDAP. 7 (1): 134–150
- Albuquerque Júnior, Durval Muniz de (2009). «Resenha: Domingos Sodré, um sacerdote africano». Revista Brasileira de História. doi:10.1590/S0102-01882009000200015
- Albuquerque Júnior, Durval Muniz de (2014). «O descarado, a cara-metade, o rosto: Michel Foucault e a análise de discurso do movimento homossexual» (PDF). Cadernos Discursivos
- Albuquerque Júnior, Durval Muniz de (1996). «Nos destinos da fronteira: a invenção do Nordeste». Raízes: Revista de Ciências Sociais e Econômicas (12): 139–146. doi:10.37370/raizes.1996.v.512